# Coriaria arborea
El Coriaria arborea (en maori tutu) és una planta de la familia Coriariaceae autòctona de Nova Zelanda.

## Descripció
Arbre de fins a 8 metres d'alçada, però que pot tenir forma arbustiva. Fulles oposades i fructificació en raïms. El fruit és un aqueni de 2 mm de llarg i un d'ample. El que sembla un fruit carnós són els pètals agrupats envoltant l'aqueni. La dispersió de les llavors és a través d'ocells (ornitocòria). Hi ha plantes hibridades espontàniament amb les altres espècies de Coriaria de Nova Zelanda.

## Utilitats
Totes les parts de és una planta de fruits verinosos excepte el suc dels pètals. Conté una toxina anomenada tutina la ingrestió d'un mg de la qual pot ser mortal. Malgrat això s'estudien les propietats medicinals en condicions controldes.
Coriaria arborea és una planta colonitzadora de terrenys pertorbats i n'incrementa la fertilitat. Després de l'erupció del volcà Tarawera de l'Illa Nord de Nova Zelanda (1886) que va acabar amb tota la vegetació dels voltants, aquesta planta, que ja es va veure tornar a créixer des de 1928, va permetre que s'establís la successió vegetal cap als arbres autòctons com Griselinnia Littoralis i Weinsmannia racemosa
Com altres espècies de Coriaria, malgrat no ser una lleguminosa, fixa nitrogen atmosfèric gràcies a la presència en les arrels de l'actinomicet del gènere Frankia